# Билл и Тед снова в деле
«Билл и Тед снова в деле» (англ. Bill & Ted Face the Music) — американский научно-фантастический комедийный фильм режиссёра Дина Паризо, снятый по сценарию Криса Мейтсона и Эда Соломона. Это третий фильм во франшизе «Билл и Тед», который является продолжением фильмов «Невероятные приключения Билла и Теда» (1989) и «Новые приключения Билла и Теда» (1991). Киану Ривз и Алекс Уинтер снова исполнили свои главные роли. В США фильм вышел 28 августа 2020 года. В России фильм вышел 27 августа 2020 года.

## Сюжет
Билла и Теда предупредил гость из будущего о необходимости для них создать песню за 77 минут, которая спасёт всю жизнь на Земле и во всей Вселенной. Они работают со своими семьями, старыми друзьями, известными музыкантами и друг с другом, чтобы выполнить задачу.

## В ролях
- Киану Ривз — Теодор «Тед» Логан
- Алекс Уинтер — Билл С. Престон
- Уильям Сэдлер — Смерть
- Бриджетт Ланди-Пейн — Билли Логан, дочь Теда и Элизабет
- Самара Уивинг — Теа Престон, дочь Билла и Джоанны
- Энтони Кэрриган — Деннис Калеб Маккой
- Кид Кади — камео
- Джиллиан Белл — доктор Тейлор Вуд
- Хэл Лэндон мл. — Капитан Джонатан Логан, отец Теда
- Эми Сток-Пойнтон — Мисси, бывшая мачеха Билла
- Джейма Мэйс — Джоанна Престон, жена Билла
- Эринн Хейс — Элизабет Логан, жена Теда
- Бек Беннетт — Дикон Логан, младший брат Теда
- Холланд Тейлор — Великий лидер, самый могущественный человек во вселенной
- Уин Батлер — член Великих Лидеров
- Кристен Шаал — вестник из будущего
- Джордж Карлин — Руфус[5]
- Даниэль Дорр — Моцарт
- Дазман Стилл — Джимми Хендрикс
- Джереми Крафт — Луи Армстронг
- Джаред Бэнкенс — Иисус / юный Тед
- Билли Слотер — юный Билл
- Крис Мэтисон[англ.] — безобразный демон
- Эд Соломон — тупой демон
- Вильям Харрис — Джордж Вашингтон
- Кимберли Стоктон — королева Елизавета
- Бриджет Николь Эндрюс — Клеопатра
- Артис Берни — Будда
- Георгия Кохрэн — Гарриет Табман
- Ксавьер Леблан — фараон
- Нед Йосеф — Махатма Ганди
- Элиана Руис — Индира Ганди
- Томми Вонг — Кубла-хан
- Линда Аутлифф — Амелия Эрхарт
- Майлс Хендлер — Иуда
- Шэрон Ги — Лин Лунь

## Производство
В 2010 году Киану Ривз отметил, что Мейтсон и Соломон работали над сценарием третьего фильма. Уинтер заявил, что Руфуса (ранее его выполнял покойный Джордж Карлин) не будет.
В апреле 2011 года Ривз заявил, что третий фильм был близок к тому, чтобы быть. 24 апреля 2011 года Уинтер написал сообщение о том, что сценарий третьей части готов. В сюжете предположительно, что Билл и Тед написали песню, которая могла бы спасти мир, хотя в интервью перед San Diego Comic-Con Алекс Уинтер заявил, что сюжетная линия может также включать путешествие в доисторическую эпоху, в нём вероятно увидите камео Эдди Ван Халена, а также возврат Сократа и Билли Кида, которые появлялись в первой части.
В августе 2012 года Дин Паризо стал режиссёром этого фильма. В марте 2013 года на кинофестивале SXSW Уинтер подтвердил, что у ленты есть прогресс.
В августе 2013 года, когда его спросили о третьем фильме, Ривз ответил: «Было несколько черновиков [сценария „Билла и Теда 3“] и сейчас мы ждем, когда сценаристы придумают ещё один черновик. Но мы все очень взволнованы». 20 октября 2013 года на Reddit AMA, Ривз сказал, что видел сценарий «Билла и Теда 3»: «Мы работаем над тем, чтобы получить фильм „Билл и Тед 3“. Есть сценарий и мы пытаемся собрать его вместе».
В апреле 2016 года Алекс Уинтер сказал Forbes, что у них есть сценарий, режиссёр и студия, и что в начале 2017 года планировалось снять фильм.
Ривз дал обновленную информацию о фильме в феврале 2017 года во время интервью на Шоу Грэма Нортона, сказав что история была написана и обсуждался сюжет фильма. «По сути, они должны были написать песню, чтобы спасти мир, но они этого не сделали. Под давлением спасения мира их браки распадаются, на них сердятся их дети, а потом кто-то приходит из будущего и говорит им, что если они не напишут песню, потому что это не просто мир, это Вселенная. Поэтому им приходится спасать Вселенную, так как время распадается», — сказал Ривз. Во время New York City Comic Convention Ривз объявил название фильма.
Соломон, выступая перед Digital Spy в январе 2018 года, сказал о длительном периоде предпроизводство фильма:
У нас есть сценарий, которым мы действительно гордимся, над которым мы очень усердно работали, над которым мы сделали много повторений — и мы сделали это по спецификации, то есть мы потратили годы, работая над ним, потому что мы хотели получить его правильно, творчески. Это не значит: «Эй, давайте все обналичим деньги на Билле и Теде» — это наоборот. Это значит: «мы любим этих персонажей, они были с нами всю нашу жизнь» — Крис и я, Алекс и Киану, — и мы хотели снова увидеть их как мужчин среднего возраста. Мы думали, что это будет очень весело, и смешно, и мило.

-Эд Соломон

Позже Соломон заявил, что у них возникли проблемы с финансированием, поскольку те, к кому они обратились, хотят увидеть перезагрузку «Билла и Теда», а не продолжение, они также выразили обеспокоенность тем, что первый фильм не распространялся на международном уровне, поэтому не будет большого спроса среди зрителей. Соломон сказал, что элементы сценария покажут, что Билл и Тед вспоминают события первого фильма, просматривая их взаимодействие вне «Circle K». Соломон подтвердил, что они привлекли Стивена Содерберга для производства вместе со Скоттом Крупфом, который создал оригинальные фильмы.
Дальнейшая работа над третьей частью начались в мае 2018 года, фильм официально получил зелёный свет 8 мая 2018 года. 6 февраля 2019 года Production Weekly вошел в список производителей ленты «Билл и Тед», выход которого запланирован на 5 марта того же года.
20 марта 2019 года Уинтер и Ривз подтвердили, что производство фильма готово к запуску, а дата выхода в прокат назначена на 21 августа 2020 года.

### Съёмки
Первоначальное производство и съёмки начались 17 июня 2019 года, а съёмки актёров начались 1 июля 2019 года. Основная часть съёмок происходила в Новом Орлеане в июле 2019 года. Съёмки были завершены к 24 августа 2019 года.
Объёдиненный школьный округ Бонита в округе Лос-Анджелес, штат Калифорния, который обслуживает города Сан-Димас и Ла-Верн, где находится реальная средняя школа Сан-Димас, открыл свои двери для съёмок, хотя большая часть событий в Сан-Димас с первой части были сняты в Аризоне.

### Саундтрек
14 августа 2020 года был анонсирован выпуск саундтрека, который состоялся 28 августа на музыкальном лейбле 10K Projects. Помимо участия в саундтреке, группы Big Black Delta, Mastodon и Lamb of God также появились и в самом фильме. 14 августа группа Weezer выпустила официальный видеоклип для своей песни «Beginning of the End», также попавшей в альбом.
| №   | Название | Исполнитель                                                             | Длительность |
| --- | --- | ----------------------------------------------------------------------- | ------------ |
| 1.  | «Lost in Time» | Big Black Delta                                                         | 4:08         |
| 2.  | «Big Red Balloon» | Alec Wigdahl                                                            | 3:04         |
| 3.  | «Beginning of the End (Wyld Stallyns Edit)»                                                                                                | Weezer                                                                  | 3:27         |
| 4.  | «Story of Our Lives» | Cold War Kids                                                           | 3:31         |
| 5.  | «Rufus Lives» | Mastodon                                                                | 3:32         |
| 6.  | «Circuits of Time» | Big Black Delta                                                         | 2:43         |
| 7.  | «Darkest Night» | Poorstacy                                                               | 2:15         |
| 8.  | «The Death of Us» | Lamb of God                                                             | 3:59         |
| 9.  | «Breaker» | Fidlar                                                                  | 3:00         |
| 10. | «Leave Me Alone» | Culture Wars                                                            | 3:02         |
| 11. | «Right Where You Belong» | Blame My Youth                                                          | 2:40         |
| 12. | «Face The Music» | Wyld Stallyns (feat. Animals As Leaders, Christian Scott aTunde Adjuah) | 4:29         |
| 13. | «That Which Binds Us Through Time: The Chemical, Physical and Biological Nature of Love; an Exploration of The Meaning of Meaning, Part 1» | Wyld Stallyns                                                           | 3:54         |

## Кассовые сборы
По состоянию на начало октября фильм заработал 32 млн долл. на сервисах видео по запросу (по цене 19,99 долл.) и 3 млн долл. от кинопроката в избранных кинотеатрах.